# Sân bay Tivat
Sân bay Tivat (tiếng Serbia: Аеродром Тиват/Aerodrom Tivat, tiếng Croatia: Zračna luka Tivat) (IATA: TIV, ICAO: LYTV) là sân bay quốc tế cách Tivat 4 km ở Montenegro.
Đây là một trong hai sân bay ở Montenegro, sân bay kia là sân bay Podgorica. Năm 2007, sân bay này phục vụ 573.914 lượt khách. Sân bay này được xây năm 1971 với đường băng dài 2500 m.

## Các hãng hàng không và các tuyến điểm
Các hãng và tuyến điểm:
- Austrojet (Banja Luka, Salzburg, Stuttgart)
- Montenegro Airlines (Belgrade, Frankfurt, London-Gatwick, Moscow-Domodedovo, Niš, Paris-Charles de Gaulle, Zurich)
- Moskovia Airlines (Moscow-Domodedovo)
- S7 Airlines (Moscow-Domodedovo)
- Travel Service (Prague)
- Austrian Airlines (Innsbruck)
- Atlant-Soyuz (Moscow-Domodedovo)
- SAS (Oslo)
- Ural Airlines (Ekaterinburg) [seasonal]

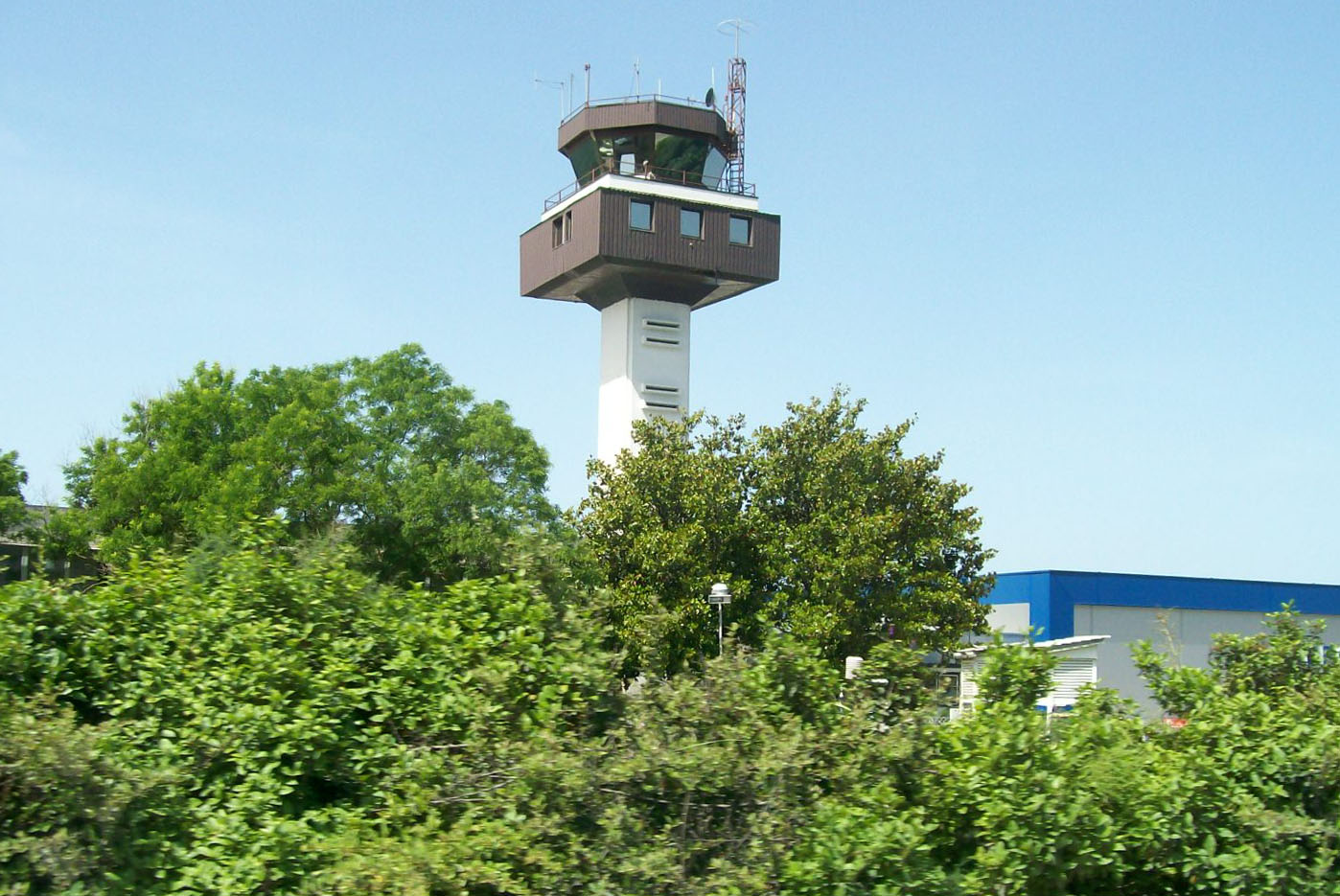
Control tower
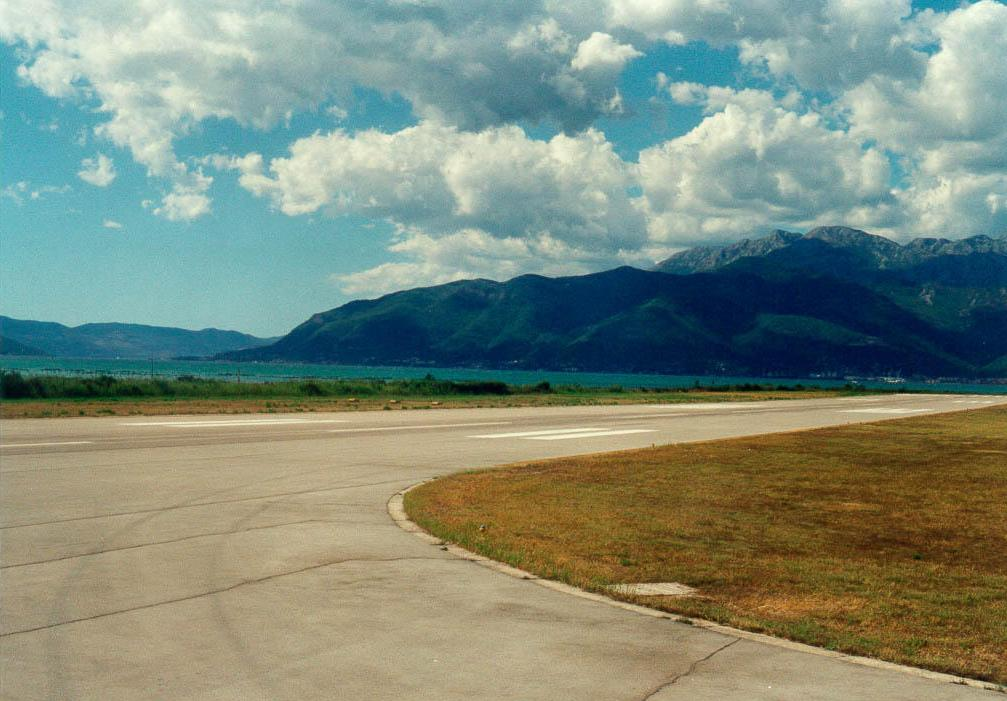
End of RWY 14, Gulf of Kotor in the background
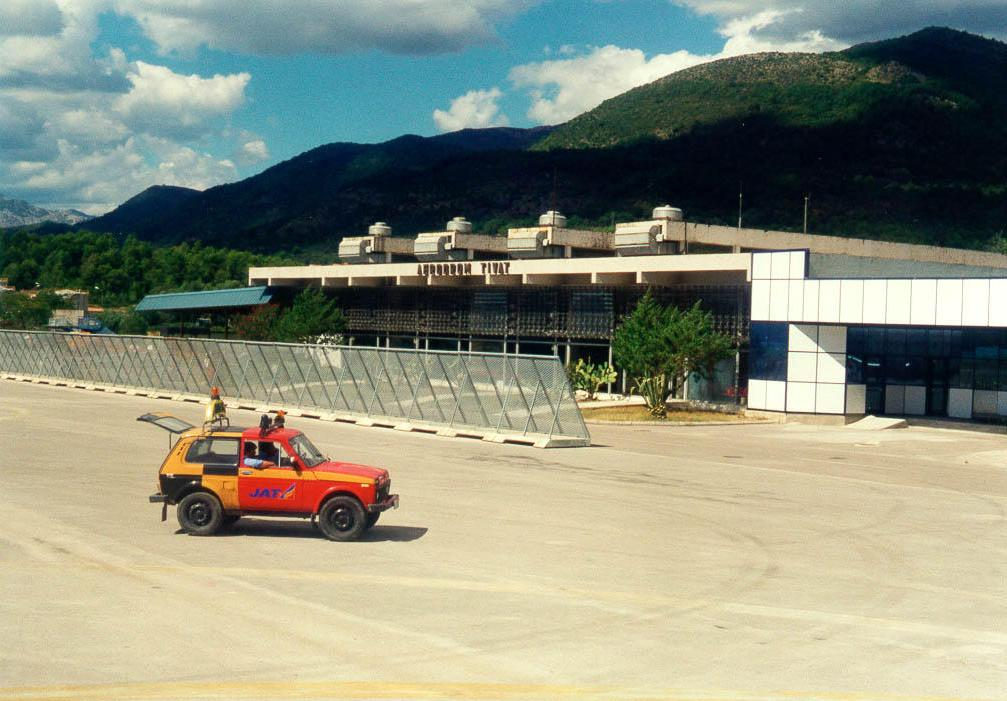
Main terminal building (before reconstruction)